# Tetsuo II: Body Hammer
Série
Tetsuo
(1989) Tetsuo: The Bullet Man
(2009)
Pour plus de détails, voir Fiche technique et Distribution.
Tetsuo II: Body Hammer (鉄男 II) est un film japonais réalisé par Shin'ya Tsukamoto, sorti en 1992.

## Synopsis
La petite fille d'un couple japonais se fait enlever par deux punks en pleine rue. Ils arrivent à la récupérer tant bien que mal, mais l'on découvre par la suite que c'est au père qu'ils en voulaient. Ils l'enlèvent et font de lui un cobaye mi-homme mi-machine.

## Fiche technique
- Titre : Tetsuo II: Body Hammer
- Titre original : Tetsuo II: Body Hammer
- Réalisation : Shin'ya Tsukamoto
- Scénario : Shin'ya Tsukamoto
- Musique : Chū Ishikawa
- Photographie : Fumikazu Oda, Shin'ya Tsukamoto et Katsunori Yokoyama
- Montage : Shin'ya Tsukamoto
- Production : Hiromi Aihara, Fumio Kurokawa, Fuminori Shishido et Nobuo Takeuchi
- Pays de production :  Japon
- Langue originale : japonais
- Format : couleurs - 2,35:1 - 35 mm - stéréo
- Genre : horreur, science-fiction et expérimental
- Durée : 83 minutes
- Date de sortie :
  - Portugal : février 1992 (festival Fantasporto)
- Film interdit aux moins de 16 ans lors de sa sortie en France

## Distribution
- Nobu Kanaoka : Kana
- Tomoro Taguchi : Taniguchi Tomoo
- Iwata : La mère de Taniguchi
- Sujin Kim : Le père de Taniguchi
- Keinosuke Tomioka : Minori
- Hideaki Tezuka : Le gros skinhead
- Tomoo Asada : Le jeune skinhead
- Torauemon Utazawa : Le savant fou
- Shin'ya Tsukamoto : Yatsu

## Autour du film
Tetsuo II: Body Hammer est le deuxième volet d'une trilogie sur Tokyo, initiée en 1988 avec Tetsuo et conclue en 1995 avec Tokyo Fist. Il est également le deuxième volet de la trilogie Tetsuo, initiée avec Tetsuo et terminée avec Tetsuo 3.

## Récompenses
- Nomination au prix du meilleur film et Prix du jury lors du festival Fantasporto 1992.
- Mention spéciale lors du Festival international du film de Catalogne 1992.
- Corbeau d'argent au Festival international du film fantastique de Bruxelles 1992.